# Maglorio
Maglorio  è un nome proprio di persona italiano maschile.

## Varianti
- Femminili: Magloria[2]

### Varianti in altre lingue
- Celtico: Maglorīx[3][4]
- Francese: Magloire
- Gallese: Meilyr[3]
- Latino: Maglorius[1]

## Origine e diffusione

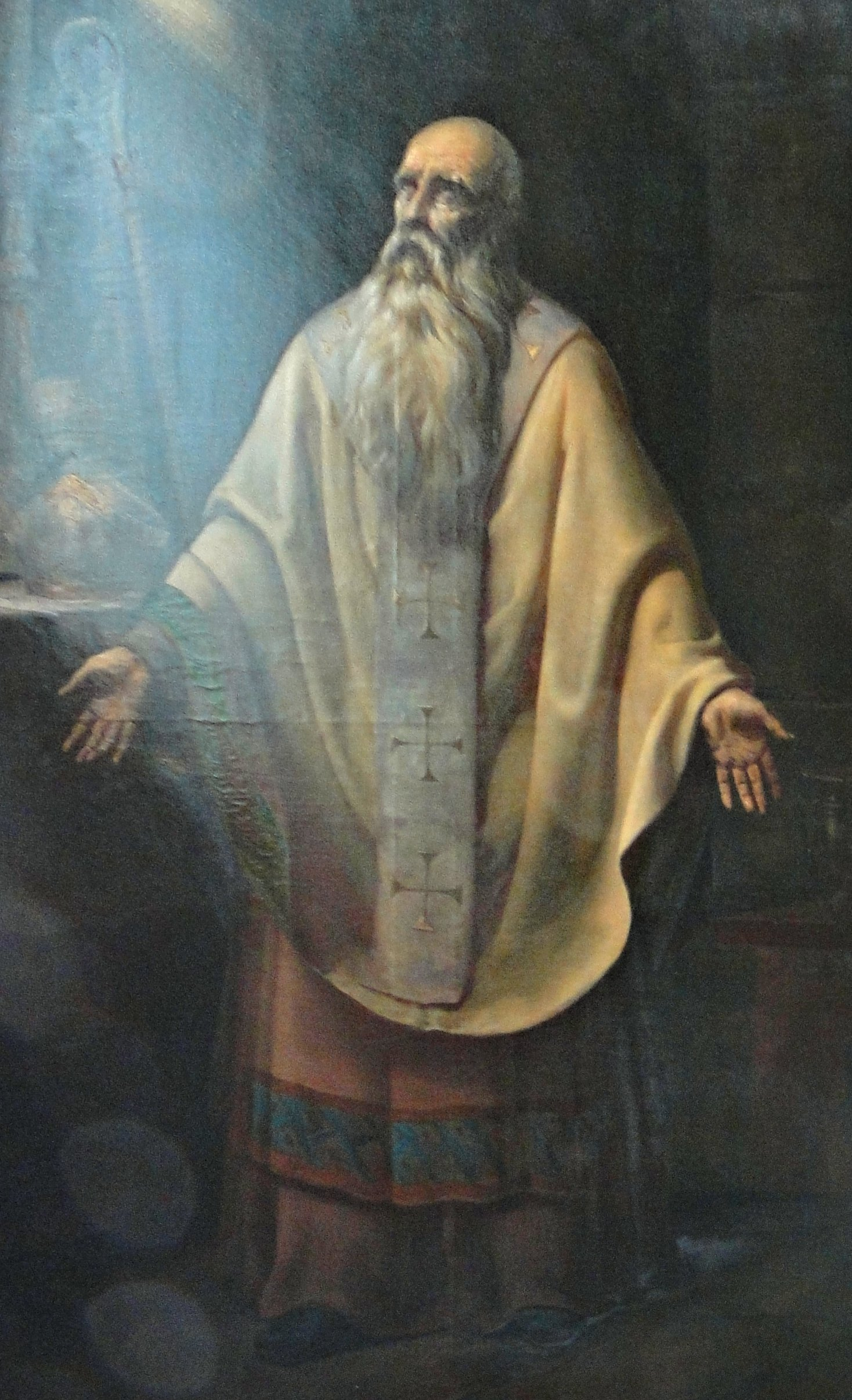
San Maglorio in un dipinto di Eugène Goyet

Nome di scarsissima diffusione, che riprende quello di un santo di origine gallese, vescovo in Bretagna, Maglorio di Dol; la sua forma latina, Maglorius, è un adattamento del nome celtico Maglorīx, un composto avente il possibile significato di "principe-re" o "re dei principi". Altre fonti ipotizzano una connessione alla radice germanica magin ("potenza"), tuttavia non è attestato alcun nome simile nell'onomastica germanica.
Da Maglorīx potrebbe essere derivato, come ipocoristico, il nome Maclou (oggi Maclovio).

## Onomastico
L'onomastico si festeggia il 24 ottobre, in onore di san Maglorio, abate a Lammeur e poi vescovo di Dol in Bretagna, vissuto tra il 525 e il 605.